# Zeugmai Mozaikmúzeum
A Zeugmai Mozaikmúzeum Törökország Gaziantep városában található. Ez a világ legnagyobb mozaikmúzeuma, összesen 1700 m² mozaik található benne. 2011. szeptember 9-én nyílt meg.
A múzeum főként a Zeugma nevű ókori város mozaikjaira összpontosít. A várost a feltételezések szerint Nagy Sándor egyik tábornoka alapította. A műkincsek, köztük a mozaikok nagyrészt ismeretlenek maradtak egészen 2000-ig, mikor az innen származó tárgyak megjelentek a múzeumokban, az Eufrátesz folyón tervezett új gátak pedig azzal fenyegettek, hogy az ókori város nagy része örökre a víz alá kerül. A mozaikok egy nagy része még mindig feltáratlan, és a kutatók tovább dolgoznak rajta.
A 836 m²-es múzeum, amelynek kiállítótere 700 m², megdöntötte a korábban a világ legnagyobb mozaikmúzeumaként ismert tuniszi Bardo Nemzeti Múzeum rekordját.

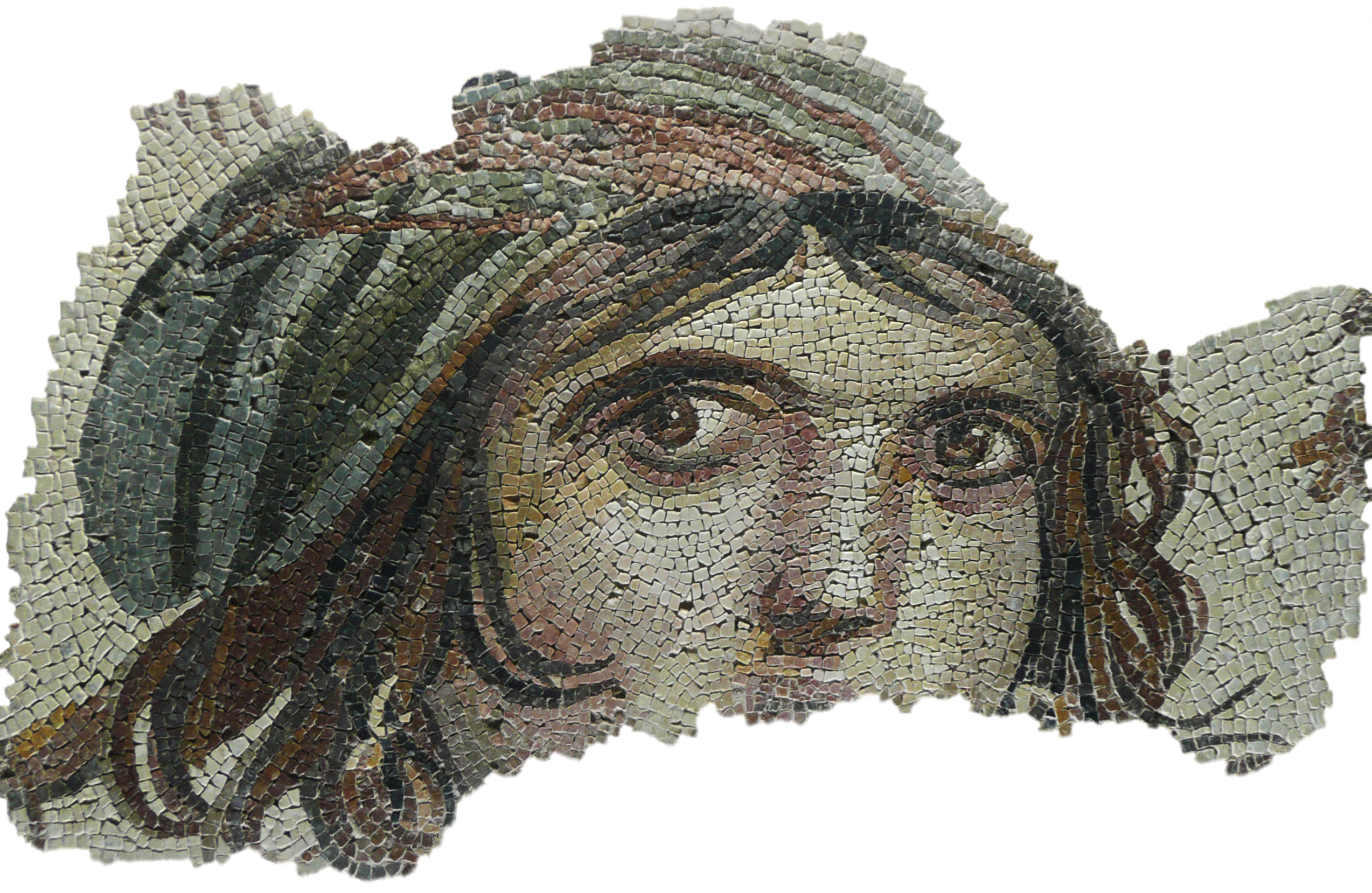
A „Cigánylány” becenevű mozaik

## Fordítás
- Ez a szócikk részben vagy egészben  a   Zeugma Mosaic Museum című angol Wikipédia-szócikk ezen változatának fordításán alapul.  Az eredeti cikk szerkesztőit annak laptörténete sorolja fel. Ez a jelzés csupán a megfogalmazás eredetét és a szerzői jogokat jelzi, nem szolgál a cikkben szereplő információk forrásmegjelöléseként.

## Külső hivatkozások
- Hivatalos oldal
- Több mint 500 kép a mozaikokról, galériákba rendszerezve